# Triplectides varius
Triplectides varius là một loài Trichoptera trong họ Leptoceridae. Chúng phân bố ở miền Australasia.